# Herb gminy Stare Bogaczowice
Herb gminy Stare Bogaczowice – jeden z symboli gminy Stare Bogaczowice, ustanowiony 30 czerwca 2000.

## Wygląd i symbolika
Herb przedstawia na tarczy w polu błękitnym czerwony krzyż kawalerski, a pod nim czarę z tryskającymi złotymi strugami (nawiązanie do źródeł mineralnych). 